# 小川晴暘

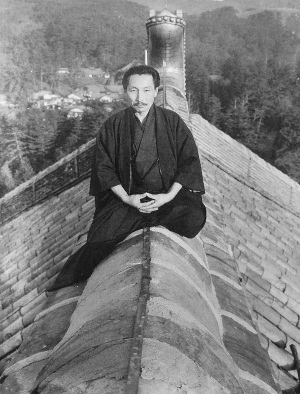
東大寺大仏殿にて

小川 晴暘（おがわ せいよう、1894年3月7日 - 1960年3月18日）は日本の写真家。奈良を中心に各地の仏像を撮り、1922年（大正11年）、美術史家で書家・歌人としても名高い會津八一の勧めを受けて飛鳥園を創業。文化財写真の草分けとして知られる。美術史家小川光暘は次男、写真家小川光三は三男。

## 経歴
- 1894年（明治27年）、兵庫県姫路市に生まれる。本名「晴二」。
- 1908年（明治41年）、有馬温泉で母の従弟日野有三が写真館を営む日野写真館に暮らし、写真術の基礎を身につける。
- 1910年（明治43年）、画家を志し、上京。
- 1911年（明治44年）、写真家丸木利陽に入門。やがて明治天皇御真影調製係主任を務める一方、太平洋画会研究所にて洋画を学ぶ。
- 1914年（大正3年）、徴兵検査のため丸木写真館を辞すにあたり、師 利陽より「陽」の字を貰うが、これを「暘」に変えて「晴暘」と名乗る。
- 1918年（大正7年）、文展（現・日展）洋画部に《雪解けの頃》入選、念願の画家への道を拓く。フランス文学者山内義雄らに誘われて奈良を訪れ、仏像など文化遺産に感動。大阪朝日新聞社編集局写真部に入社。これを機に奈良に下宿し始める。
- 1921年（大正10年）、新聞社勤務の傍ら撮影した石仏の写真が會津八一の目にとまる。これを契機に交流が始まる。
- 1922年（大正11年）、會津八一と共に春日山の石仏群を撮影。會津の勧めもあって朝日新聞社を退職。仏像など文化遺産の写真を専門とする飛鳥園を創業。奈良を中心に著名な寺院や博物館所蔵の仏像・建築などの撮影を始める。この年、浜田青陵・天沼俊一・源豊宗など美術史・建築史研究の第一人者たちが飛鳥園を訪れ、交流を深める。
- 1923年（大正12年）、會津八一、奈良美術研究会を創立。會津八一・安藤更生・板橋倫行らと共に室生寺に赴き、一週間にわたって写真撮影を行う。
- 1924年（大正13年）、源豊宗の協力を得て飛鳥園に仏教美術社を設立、古美術研究専門の季刊誌『仏教美術』を創刊。奈良美術研究会編・小川晴暘撮影の『室生寺大観』を刊行。以後多くの大観を発行。
- 1925年（大正14年）、奈良に居を移した志賀直哉との交流が始まる。
- 1926年（昭和元年）、武者小路実篤が飛鳥園を訪れて交流、「新しき村」の例会を飛鳥園で行うこともあった。夏、東京丸善で写真展を開催。天沼俊一とともに朝鮮半島へ渡る。仏国寺や石窟庵などの古美術の撮影を行う。ラングドン・ウォーナーが飛鳥園を訪れる。
- 1928年（昭和3年）、大阪朝日新聞社主催「天平文化展」や、奈良の天平千二百年祭に写真作品を出品。東京・大阪・九州で写真展を開催。
- 1929年（昭和4年）、會津八一・天沼俊一・浜田青陵などを顧問に迎え、東洋美術研究会を設立。『仏教美術』を『東洋美術』と改め、『東洋美術』創刊。安藤更生・板橋倫行らが編集にあたる。東京丸善で写真展を開催。
- 1934年（昭和9年）、東洋美術研究会主催の朝鮮古美術見学団の代表として朝鮮に赴く。仏国寺・慶州博物館・李家博物館・楽浪遺跡等を見学。
- 1937年（昭和12年）、『日本美術史資料』全15巻を刊行。普及版として『日本美術史図版』全5輯を発刊。
- 1939年（昭和14年）、3ヶ月の行程で、中国大同の雲崗石窟の撮影に出発。写真撮影のほか、拓本やスケッチも行う。
- 1941年（昭和16年）、東京新宿の伊勢丹百貨店で「大同雲岡写真展」を開催。雲岡石窟の第二次撮影を3ヶ月にわたり行う。小川晴暘著『大同の石仏』（アルス文化叢書）刊行。
- 1942年（昭和17年）、上野直昭著・小川晴暘写真『上代の彫刻』（朝日新聞社）刊行。
- 1943年（昭和18年）、海軍報道部の報道班員として東南アジアの古美術遺跡の第一次撮影旅行に行く。ジョグジャカルタのプランバナン寺院群・ボロブドゥール遺跡・ムンドゥ寺院などを廻る。
- 1944年（昭和19年）、第二次東南アジア行。バリ島やアンコール・ワットで撮影を行う。12月、小川晴暘著『大同雲岡の石窟』（日光書院）刊行。
- 1945年（昭和20年）、奈良の古美術・古建築の保護について、軍の協力を仰ぐ直接陳情のために上京。
- 1959年（昭和34年）、奈良県文化賞受賞。
- 1960年（昭和35年）、心臓病により永眠。

平成29年、晴暘が生前、朝鮮半島で撮影した写真の原版が飛鳥園で発見された。

## ギャラリー

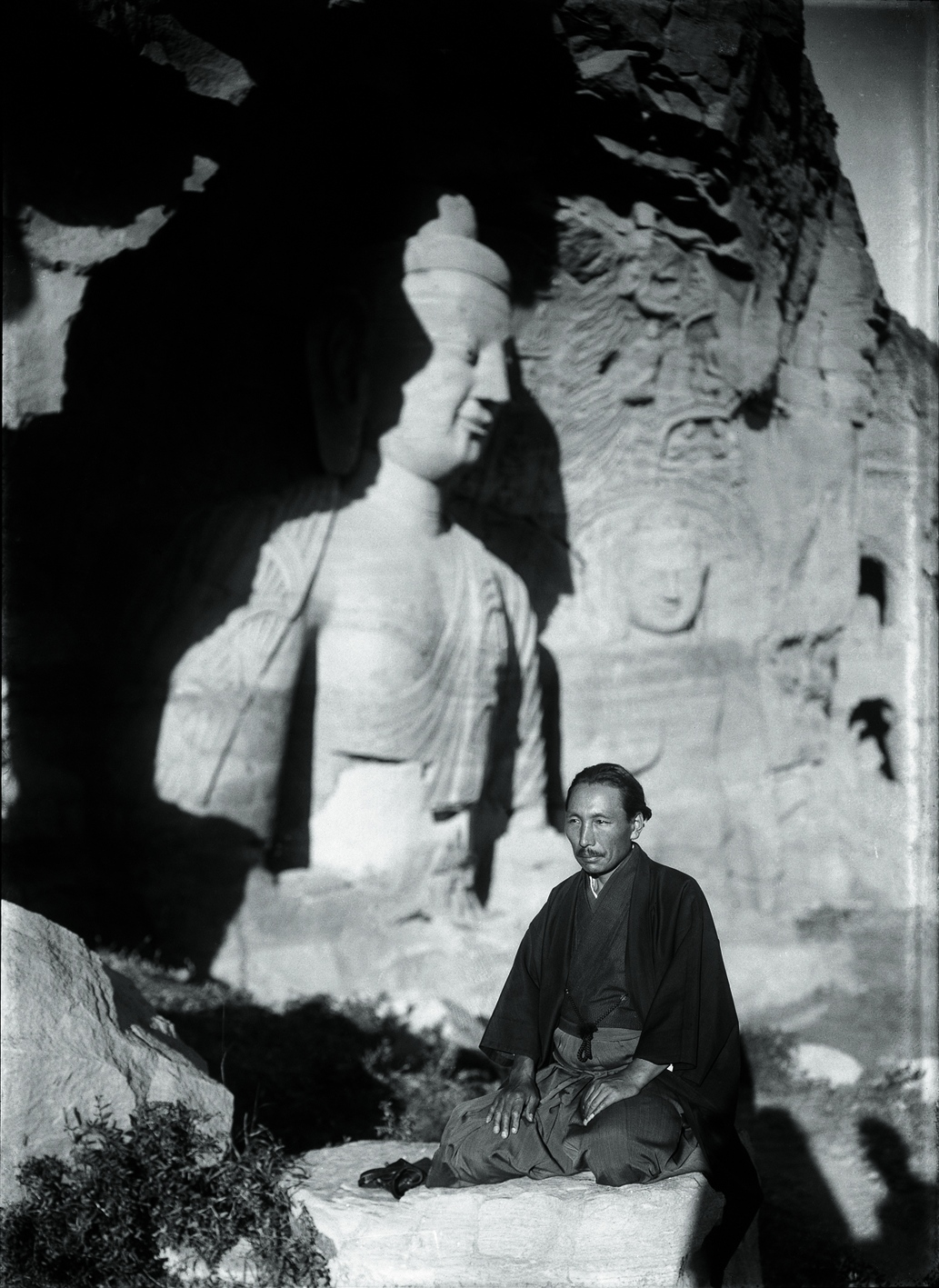
「雲崗石窟前の小川晴暘」　昭和14年撮影
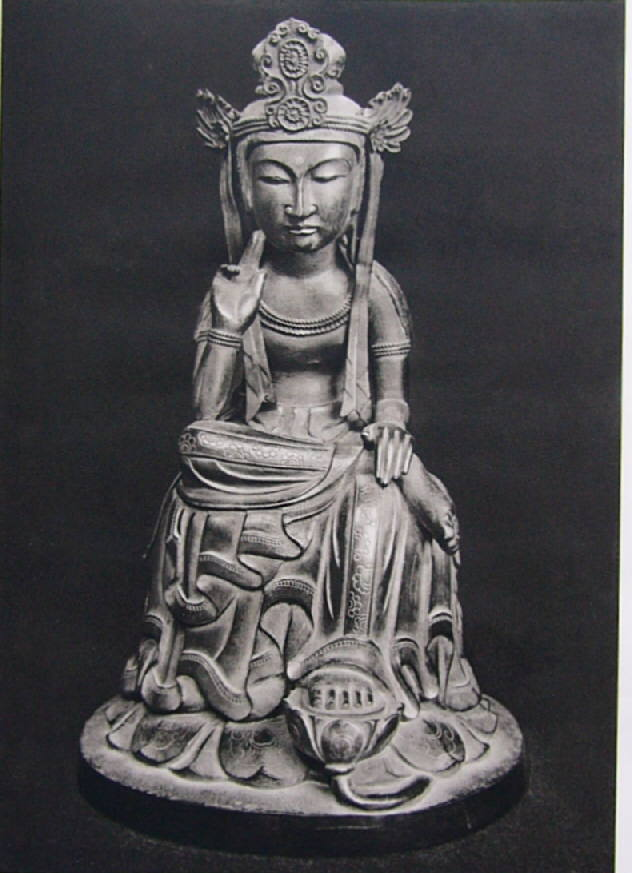
弥勒菩薩半跏思惟像（野中寺）　『上代の彫刻』朝日新聞社　昭和17年
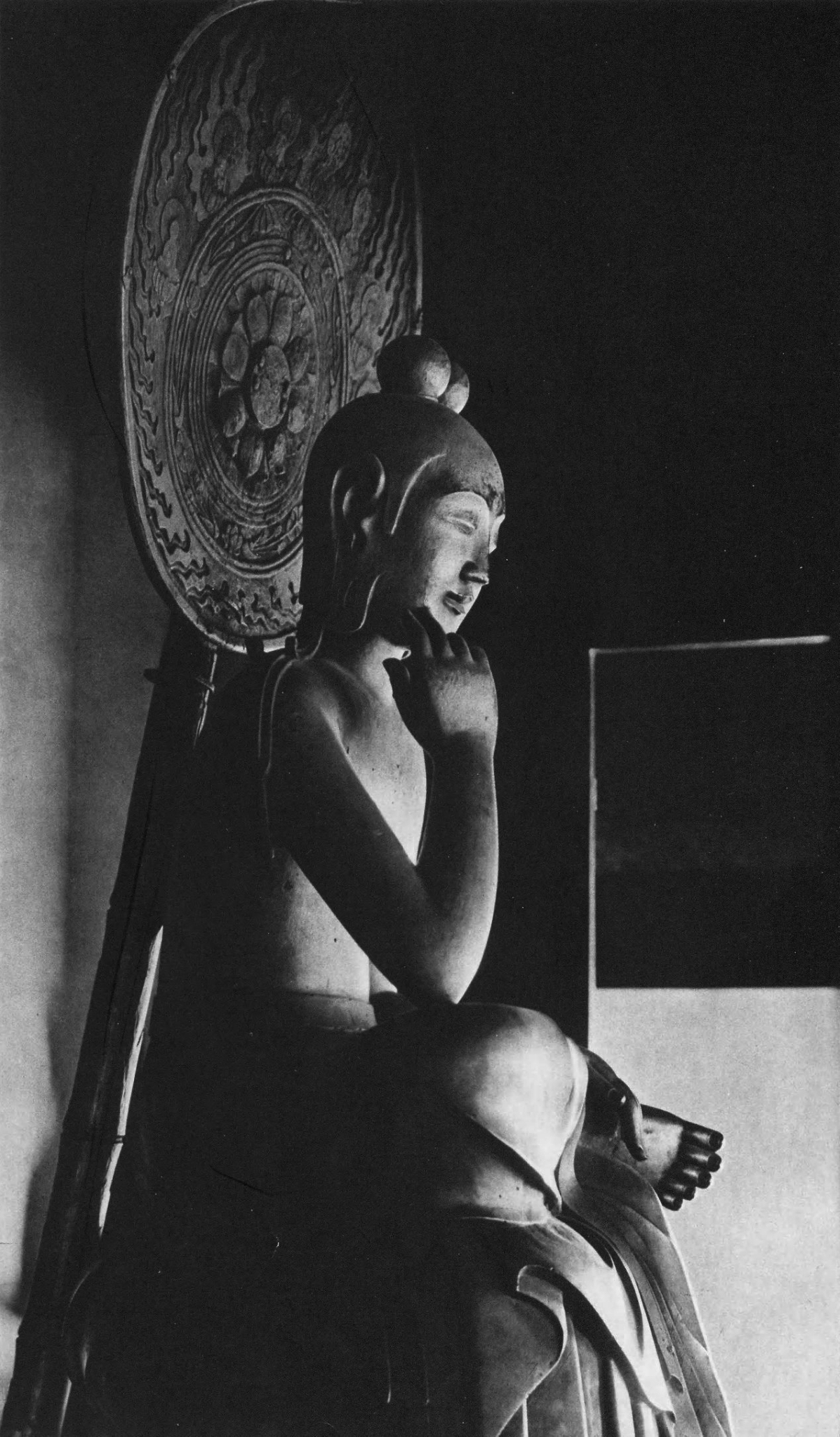
菩薩半跏思惟像（中宮寺）　『上代の彫刻』朝日新聞社　昭和17年
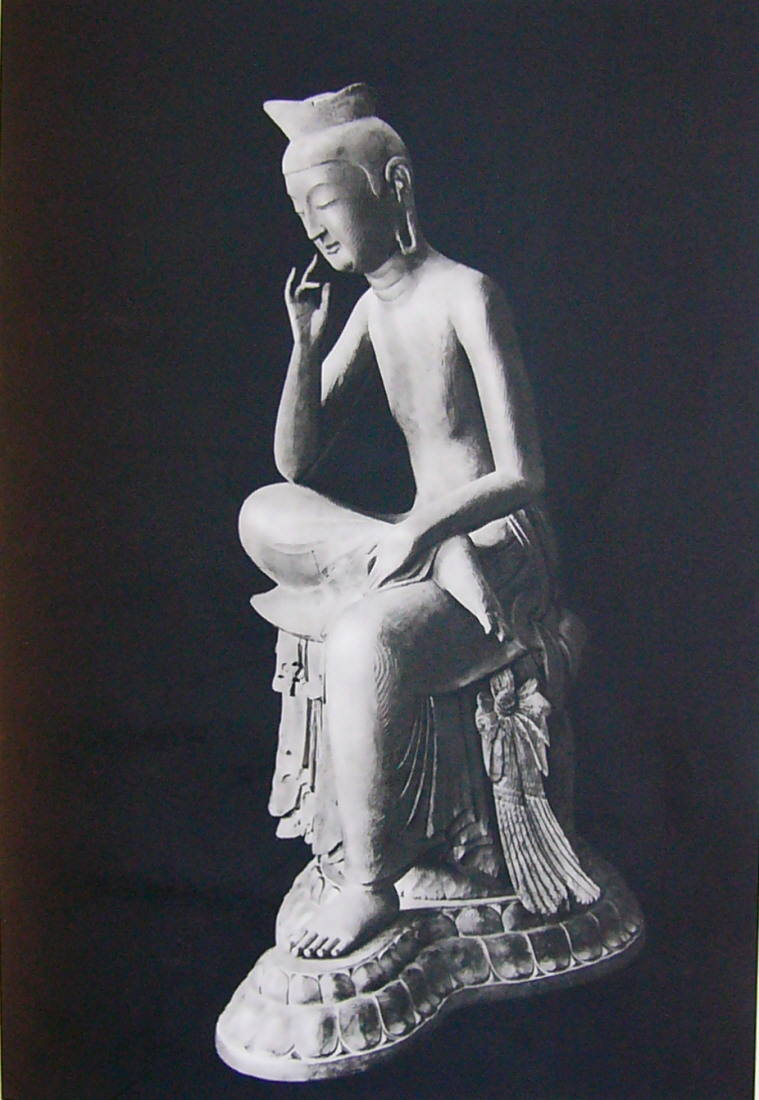
弥勒菩薩半跏思惟像（広隆寺）　『上代の彫刻』朝日新聞社　昭和17年
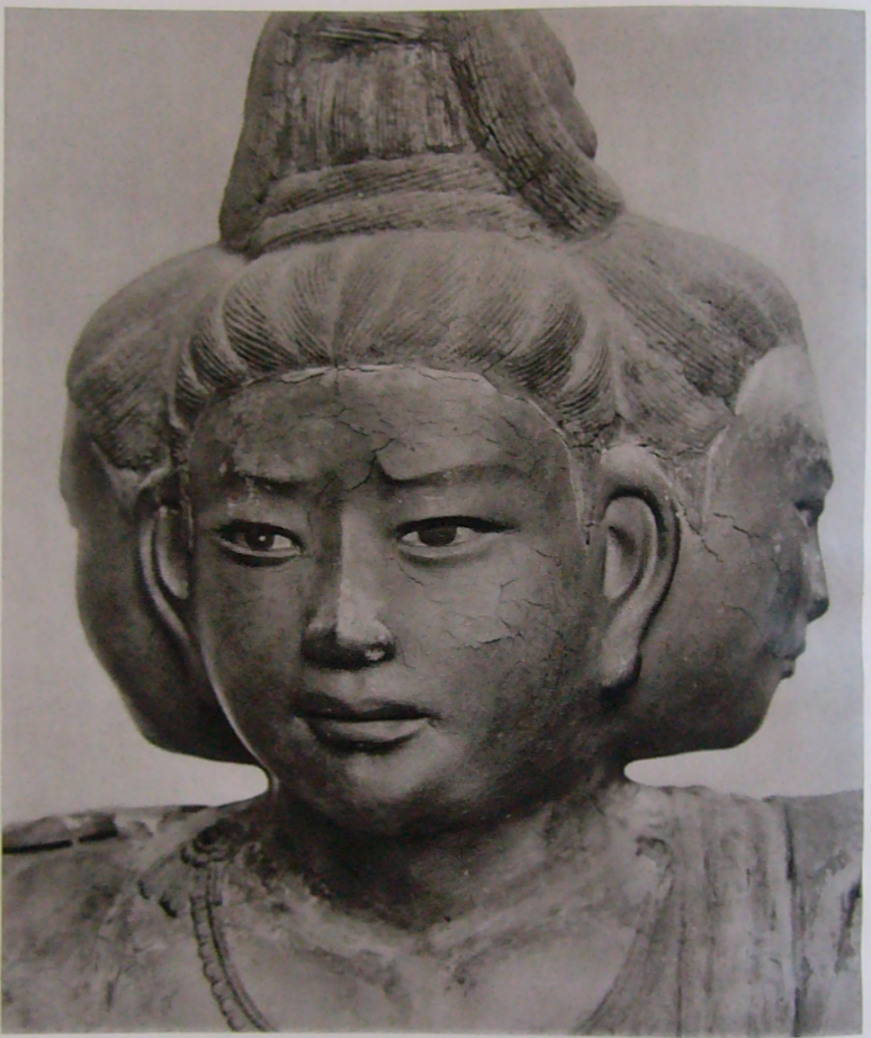
阿修羅王（興福寺）　『上代の彫刻』朝日新聞社　昭和17年
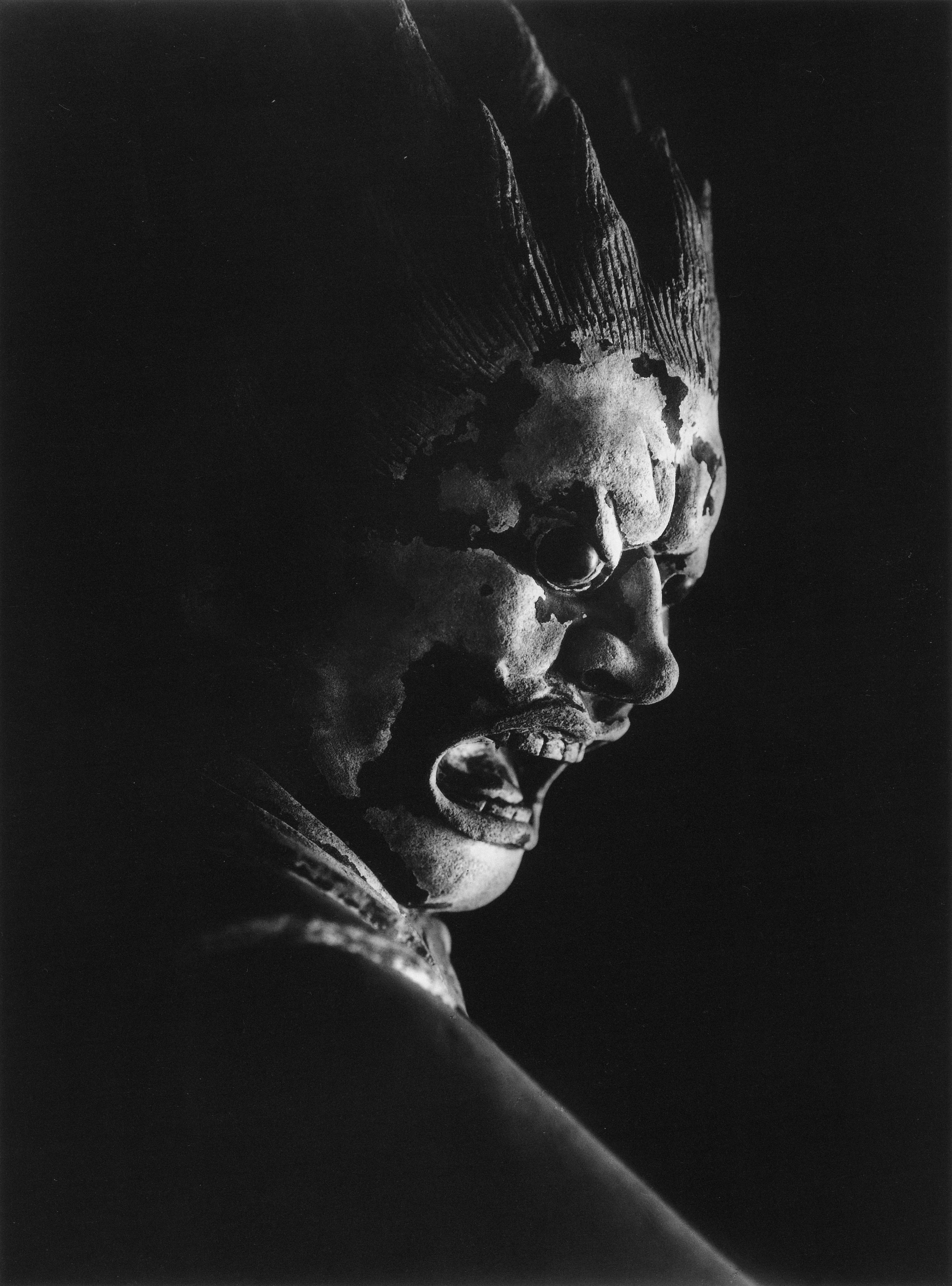
新薬師寺十二神将像（新薬師寺）

## 写真集・著書
- 『大同の石仏』（アルス社）1941年
- 上野直昭『上代の彫刻』（朝日新聞社）1942年
- 『大同雲崗の石窟』（日光書院）1944年
- 『日本文化図説』編 養徳社 1946
- 『正倉院 昭和22年版』明和書院 1947
- 『正倉院の研究』編 明和書院 1947
- 『天平芸術の研究 昭和22年版』編 明和書院 1947
- 上野直昭『上代の彫刻』河出書房 1954
- 『アジアの彫刻』小川光暘監修・解説 読売新聞社 1968
- 『雲崗の石窟』（新潮社）1978年
- 『小川晴暘の仏像』毎日新聞社 2012

## 参考書誌
- 『小川晴暘と飛鳥園』（月間「大和路ならら」2013年3月号、174号）
- 『奈良の古寺と仏像―會津八一のうたにのせて―』（2010年、日本経済新聞社）
- 『小川晴暘と奈良 飛鳥園のあゆみ―小川光三・金井杜道・若松保広―』（2010年、奈良県立万葉文化館・飛鳥園）
- 福田道宏「写真展　小川晴暘と奈良 飛鳥園のあゆみ―小川光三・金井杜道・若松保広―」（『視覚の現場』6号、2010年、醍醐書房）